# Semina in Horto Botanico Hamburgensi
Semina in Horto Botanico Hamburgensi (abreviado Sem. Hort. Bot. Hamburg.) es un libro con ilustraciones y descripciones botánicas que fue escrito por el naturalista y botánico alemán Johann Georg Christian Lehmann. Fue publicado en Hamburgo en los años 1830-1840.